# Giulio Natta
Giulio Natta (Imperia, 1903. február 26.  – Bergamo, 1979. május 2.) olasz vegyészmérnök. 1963-ban kémiai Nobel-díjjal tüntették ki, Karl Zieglerrel megosztva, „a polimerek terén elért felfedezéseikért”. 1969-ben kitüntették a Lomonoszov-aranyéremmel.

## Életrajz
1924-ben végzett a Milánói Műszaki Egyetemen vegyészmérnökként, majd 1927-ben letette a tanításhoz feljogosító vizsgákat. 1933-ban a Paviai Egyetem lett egyetemi tanár és ugyanekkora az Általános Kémiai Intézet igazgatójává nevezték ki, ahol 1935-ig tartózkodott.